# Arachnodes vigilans
Arachnodes vigilans är en skalbaggsart som beskrevs av Lebis 1953. Arachnodes vigilans ingår i släktet Arachnodes och familjen bladhorningar. Inga underarter finns listade.